# Honda RA270
La Honda RA270 era una vettura prototipo per il campionato mondiale di Formula 1 realizzata dalla Honda.
Le prime prove furono effettuate nel febbraio del 1964 e una caratteristica di questa vettura era costituita dagli scarichi singoli per ogni cilindro del motore. Quest'ultimo era un V12 costruito dalla stessa Honda.